# Georg Luis
Georg Luis (* 12. Mai 1816 in Hamburg; † 16. April 1885 ebenda) war ein deutscher Architekt.

## Leben
Als Sohn eines Officianten der Hamburger Baudeputation geboren, folgte Luis in der Berufswahl seinem Vater und ließ sich unter dem Hamburger Baudirektor Carl Ludwig Wimmel zum Architekten ausbilden. Zwischen 1840 und 1842 unternahm er ausgedehnte Studienreisen durch Deutschland, Italien und Frankreich, wo er die zeitgenössischen Strömungen der Baukunst kennenlernte.
Infolge des Hamburger Stadtbrands 1842 kehrte der gerade 26-jährige Luis in seine Heimatstadt zurück, wo sich für Architekten ein weites Betätigungsfeld eröffnete. Nachdem er kurzfristig wieder in der Hamburger Baudeputation tätig gewesen war, machte er sich noch im November des Jahres selbständig. In den folgenden Jahrzehnten gehörte Luis zu den wichtigsten Hamburger Privatarchitekten und plante sowohl in der Innenstadt als auch in Wandsbek zahlreiche Bauten, vornehmlich Wohnhäuser. Mit seiner spätklassizistischen, vom Rundbogenstil beeinflussten Architektur prägte er das Hamburger Stadtbild der Mitte des 19. Jahrhunderts. Georg Luis war Mitglied im Hamburger Künstlerverein von 1832.

## Bauten
- 1842: Haus des Oberalten Schäffer, Deichstraße 19[1]
- nach 1842: Victoria-Hotel, Jungfernstieg 24 (abgerissen 1896)
- nach 1842: Alster-Hotel, Ballindamm 31 (abgerissen)
- nach 1842: Gesellschaftshaus Harmonie, Große Bleichen 19 (abgerissen)
- 1858: Waisenhaus auf der Uhlenhorst
- 1860–1861: Sophie-Laeisz-Stift, Laeiszstraße
- 1861: Landhaus Bove in Wandsbek, Bovestraße 4
- St.-Jacobi-Kirchhof in Wandsbek